# Холдеево
Холде́ево — деревня в сельском поселении Клементьевское Можайского района Московской области, в 5 км от Можайска, на левом берегу р. Москва. В деревне (при въезде со стороны шоссе) имеется небольшой продуктовый магазин. К Холдеево с разных сторон примыкают коттеджные посёлки.
В 800м от деревни проходит шоссейная дорога Тетерино — Руза. Подвесной пешеходный мост через Москва-реку связывает Холдеево с Большим Тёсовом.
В метрических книгах разных лет деревня имеет название Халдеево.
Деревня находилась Московская губерния , Можайский уезд , Кукаринская волость.
До секуляризационной реформы 1764 года , деревня принадлежала  Можайскому Лужецкому монастерю , и после реформы передана Государственной Коллегии Экономии.
До 1812 года деревня по приходу относилась к г. Можайска , Ильинской слободы , Храму Святого Пророка Илии. В 1812 году войска Наполеона сожгли ее и крестьяне были приписаны к Димитриевской церкови селе Тесово.
Во время ВОВ , 50 стрелковая дивизия Н.Ф. Лебеденко вела бои за деревню.
17 января 1942 года , силы дивизии продолжали наступление. В 14:30 дивизия вела бой за овладение Холдеево и вела бой на окраине Игуменского.
По данным Мособл-Мемориал:

ЧИРУХИН Василий Иванович	Осн.: ФБУ ЦАМО РФ дон. 11532с-1942 г. л. 166.	мл. лейтенант 359 сп 50 сд. 1916 г. рождения г. Сталинград. Призван Ворошиловским РВК г. Сталинграда. Погиб в бою 19 января 1942 г. Похоронен: д. Холдеево Можайского р-на.